# Valbuena de Duero
Valbuena de Duero község Spanyolországban, Valladolid tartományban. Valbuena de Duero Quintanilla de Arriba, Quintanilla de Onésimo, Olivares de Duero, Castrillo-Tejeriego, Villafuerte de Esgueva, Villaco, Castroverde de Cerrato, Fombellida, Piñel de Abajo és Pesquera de Duero községekkel határos. Lakosainak száma 399 fő (2024).

## Népesség
A település népessége az utóbbi években az alábbiak szerint változott:
| Lakosok száma | 525  | 502  | 500  | 502  | 490  | 482  | 475  | 468  | 411  | 399  |
|               | 2001 | 2004 | 2007 | 2009 | 2012 | 2014 | 2017 | 2019 | 2022 | 2024 |